# Urban Franc
Urban Franc (* 5. Juni 1975 in Bled) ist ein ehemaliger slowenischer Skispringer.

## Werdegang
Franc gab sein internationales Weltcup-Debüt beim Springen in Planica am 29. März 1992. Bereits in seinem zweiten Weltcup-Springen zu Beginn der Saison 1992/93 konnte er im schwedischen Falun erstmals aufs Podium springen und erreichte den 2. Platz. Es blieb die höchste Einzelplatzierung seiner Karriere. Bei der Nordischen Skiweltmeisterschaft 1993 in Falun erreichte er auf der Großschanze den 46. und auf der Normalschanze den 47. Platz. Beim Weltcup-Team-Springen am 27. März 1993 konnte er mit dem Team gemeinsam mit Robert Meglič, Matjaž Zupan und Samo Gostiša am Ende den 3. Platz belegen. Es folgten zwei Jahre, in denen er nur selten in die Top 20 springen konnte. Erst am 19. Februar 1995 konnte er im Skifliegen in Vikersund mit einem 7. Platz wieder eine Top-10-Platzierung erreichen. Bei der Nordischen Skiweltmeisterschaft 1995 im kanadischen Thunder Bay erreichte er auf der Normalschanze den 43. und auf der Großschanze den 27. Platz. Bei der Skiflug-Weltmeisterschaft 1996 in Tauplitz/Bad Mitterndorf erreichte er neben einer Bronzemedaille auch zwei Mal den 4. Platz. Es folgten zwei Jahre, in denen er nur selten eine Platzierung jenseits der Top 30 erreichte. Bei der Skiflug-Weltmeisterschaft 1998 in Oberstdorf erreichte er am 25. Januar 1998 den 24. Platz. Franc wurde ins slowenische Aufgebot für die Olympischen Winterspiele 1998 im japanischen Nagano aufgenommen und erreichte dort auf der Normalschanze den 42. Platz. Nach weiteren nur mittelmäßigen Ergebnissen absolvierte Franc am 21. März 1999 in Planica sein letztes Weltcup-Springen. Mit einem 27. Rang konnte er nochmals Weltcup-Punkte gewinnen. Ein Versuch, sich für das Saisonfinale 1999/2000 in Planica zu qualifizieren, blieb erfolglos.
Bis zum Ende der Saison 2000/21 nahm er noch vereinzelt an Continental-Cup-Wettbewerben sowie dem Löwenbräu Cup teil, konnte aber nur einmal unter die ersten Zehn springen.